# Münzschatz von Hochstadt
Koordinaten: 49° 14′ 59,8″ N, 8° 12′ 5,9″ O
Beim Münzschatz von Hochstadt handelt es sich um einen Verwahrfund, der im Sommer 1975 im Zuge von Abrissarbeiten eines alten Wohnhauses im Ortsteil Niederhochstadt der Gemeinde Hochstadt (Pfalz) entdeckt wurde. Der Fund ist mit 2758 bestimmbaren Silbermünzen und einem Gewicht von 6,99 kg dokumentiert. Die Herkunft der Münzen ist weit gestreut. Der Schatz besteht überwiegend aus bekannten Prägungen der Frühen Neuzeit, er umfasst aber auch spätmittelalterliche Münzen.

## Fundumstände und Verlust von Münzen

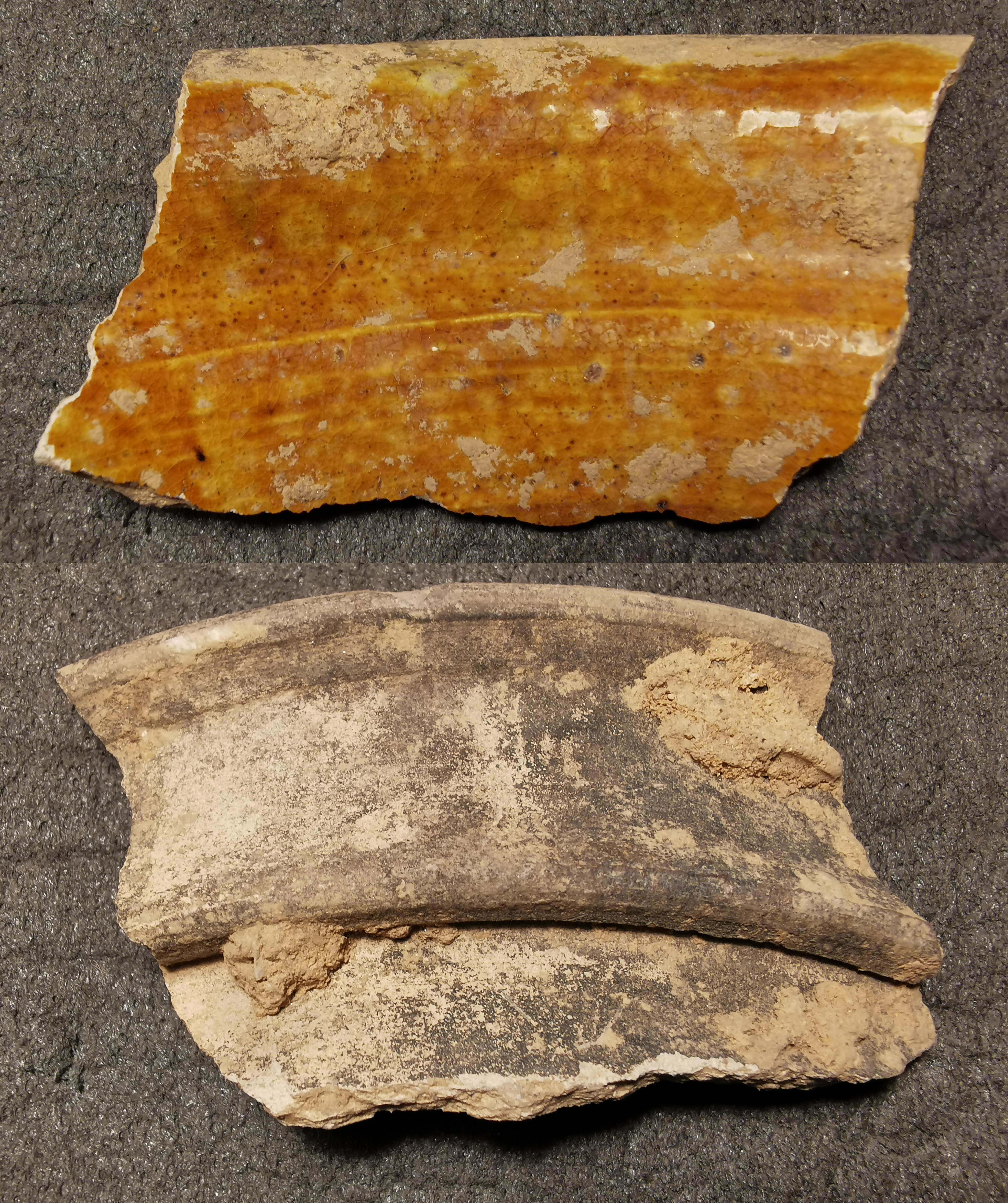
Scherbe des vermutlichen Verwahrgefäßes

Im Sommer 1975 wurde ein Wohnhaus in Niederhochstadt abgebrochen und die Baugrube für einen Neubau ausgehoben. Vermutlich war die Barschaft im ältesten Bereich des Abrisshauses im Bereich einer Feuerstelle vermauert. Der Bauschutt wurde hauptsächlich in einen damals zu verfüllenden und als wilde Müllkippe genutzten, 4–5 Meter tiefen Hohlweg im Löss geschüttet. Der als Lingenfelder Hohl bezeichnete Hohlweg gilt als Hauptfundstelle.
Die ersten Entdecker am Hohlweg waren Kinder, die die Müllkippe als Abenteuerspielplatz und die Münzen als Spielgeld betrachteten. In der Folge verbreitete sich die Kunde vom Schatzfund lauffeuerartig und lockte zahlreiche Finder an die Hauptfundstelle. Dort könnten bis zu 100 Personen aktiv gewesen sein.

„Gleich nach dem Auffinden der Münzen haben sich einige Personen wieder von ihren Stücken getrennt, insbesondere auch durch den Druck, der durch die Einschaltung der Polizei und die unklaren Eigentumsrechte gegeben war. Eine nicht mehr erfassbare Anzahl von Münzen ging an den Münzhandel, z.B. nach Karlsruhe, München oder Hamburg, oder wurden direkt an Sammler und Händler verkauft. Einzelne Privatpersonen kauften recht rege Münzen auf, um sie weiter zu veräußern...“

Der Münzschatz könnte bis zur doppelten Anzahl an Münzen als die dokumentierten Münzen umfasst haben. Dann wäre ein großer Teil entweder nicht gefunden und im Erdreich verblieben sein oder gefunden und nicht dokumentiert worden sein.:18
Es wurde im ausgeschütteten Erdreich der Lingenfelder Hohl eine zeitlich ins 15./16. Jahrhundert passende Tonscherbe gefunden, die vermutlich dem Verwahrgefäß zuzuordnen ist.

## Anzahl der Münzen

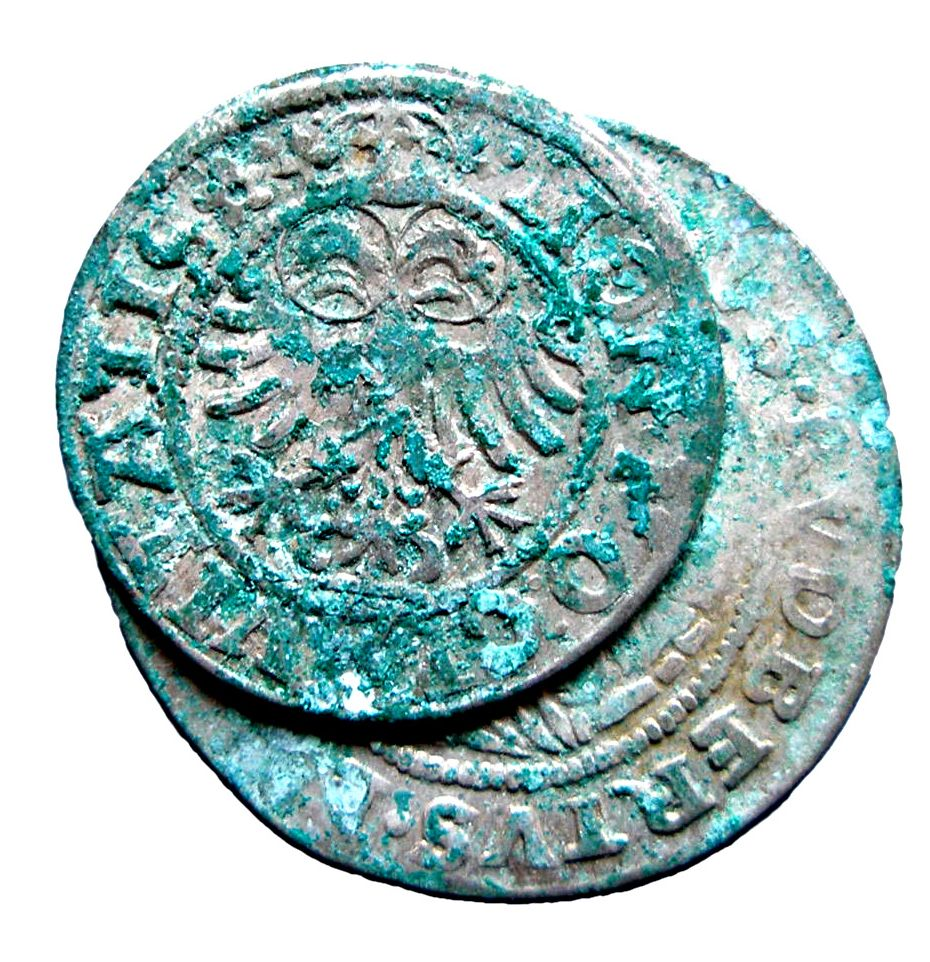
Zusammengebackene Münzen im Fundzustand

Bei der Mengenangabe von 2758 Fundstücken handelt es sich um die erfassten und dokumentierten Exemplare. Die tatsächliche Menge des Schatzes war höher. Es sind sowohl gefundene Exemplare undokumentiert verschwunden, als auch Exemplare nicht geborgen worden. Der Umfang des Schatzes kann deshalb nicht ermittelt werden und könnte bis zum doppelten der dokumentierten Münzen betragen haben.:18 Ein repräsentativer Großteil des Schatzes ist in einer Veröffentlichung der Generaldirektion Kulturelles Erbe Rheinland-Pfalz dokumentiert.
Zu den unbestimmten bzw. nur teilweise bestimmbaren Münzen zählen welche, die im Fundzustand belassen wurden bzw. zusammengebacken sind. Mit diesen erhöht sich die Anzahl der erfassten Fundmünzen auf 2786.:45 ff.

## Herkunft der Münzen und vorkommende Münzsorten
Auffällig und bemerkenswert am Hochstadter Münzfund ist die große geografische Verbreitung der Prägeorte und damit auch die weite Streuung bezüglich der im Schatz enthaltenen Nominale.
Eine zweite Auffälligkeit besteht darin, dass ganz überwiegend kleinere Münzsorten vertreten sind. Beispielsweise finden sich keine Taler und nur zwei Halbtaler im Fund.:21 ff.
Die Verbreitung der 112 Prägeorte (Prägeberechtigte und ggf. deren Prägestätten) ist groß. Diese sind überwiegend im süddeutschen Raum zu verorten. Jedoch erstreckt sich die Ausbreitung auf den gesamten europäischen Raum. Von Rom bis Schweden und von Spanien bis Ostpreußen. Exotische Prägungen stammen aus der damals noch jungen Kolonie Mexiko.:30 u.31
Insgesamt sind im dokumentierten Schatz 79 Nominale (Münzsorten) mit 96 Nominalbezeichnungen zu finden.
Die fünf häufigsten Münzsorten sind Halbbatzen, Batzen, 3 Kreuzer, Groschenmünzen und Kreuzer. Diese machen mit einer Anzahl von 2140 mehr als drei Viertel des Fundes aus.:21 ff.

## Prägejahre und Verbergezeitpunkt 1572
Die älteste erfasste Münze ist vor 1378 geprägt. Die Schlussmünze ist 1572 geprägt. Sie ist prägefrisch und ohne Gebrauchsspuren. Es ist anzunehmen, dass sich deren Prägejahr 1572 und der Verbergezeitpunkt des Schatzes weitgehend decken. Die ganz überwiegende Zahl von Münzen kann zwei Intervallen mit Häufungen ab 1510 und 1545 zugeordnet werden.:32
Die Frage warum der Schatz verborgen wurde und warum er aus einem so großen Einzugsgebiet kommt, ist offen. Es ist zu vermuten, dass sich die Lebensbedingungen zum Ende des 16. Jahrhunderts verschlechtert haben. Aber auch die Thematik Handel und Handelswege in der Rheinebene am Übergang des Späten Mittelalters in die Frühe Neuzeit könnte Inhalt weiterer Forschung sein.

## Rechtliche Aspekte
Zum Zeitpunkt des Fundes 1975 bestand lt. § 984 BGB eine Meldepflicht für Schatzfunde und die Regelung, dass Eigentümer und Finder je die Hälfte zusteht. Ein behördliches Eingreifen (damals Amt für Vor- und Frühgeschichte) hat an den Fundorten nicht stattgefunden. Polizeiliches Vorgehen scheiterte an der damals rechtlich unsicheren Lage.:19

„ Die  Unwissenheit  über  die  rechtliche Lage und die Angst, die Fundstücke könnten unentgeltlich abgenommen oder erst nach Jahren zurückgegeben werden, haben leider dazu geführt, dass schließlich nur wenige Personen der Meldepflicht nachgekommen sind.“

Seit der Einführung des rheinland-pfälzischen Denkmalschutzgesetzes (DSchG) von 1978 ist die Rechtslage eine andere. Danach gilt das Schatzregal nach § 20 (DSchG), nach dem das Land herrenlose Funde übernimmt.

„ Diese Zurückhaltung... wurde durch das Schatzregal noch verstärkt. ... Bei einer ordnungsgemäßen Fundmeldung hätten nach meiner Einschätzung die Münzen nach einer gründlichen Erfassung (Befund, Foto, Gewicht, Durchmesser) an die Finder zurück gegeben werden können. Darauf hat jedoch wohl kaum jemand vertraut.“